# Bavosa de bassa

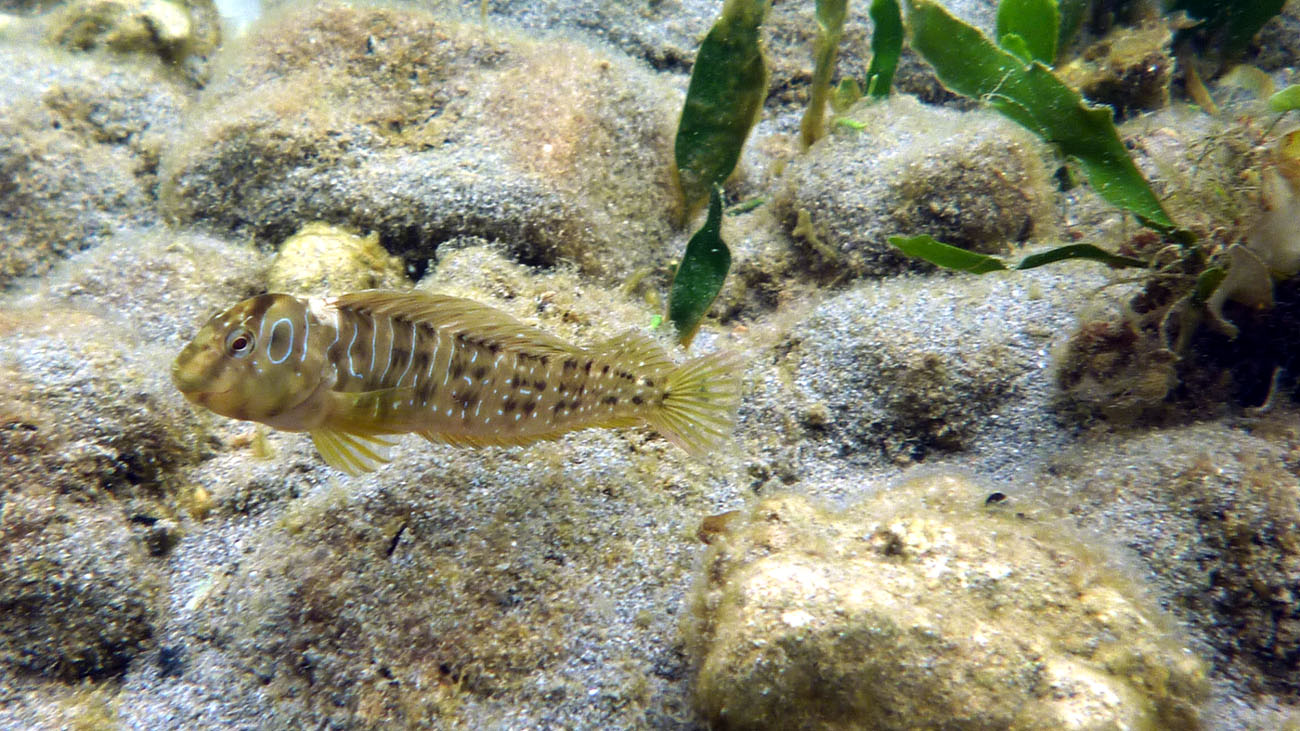
Exemplar fotografiat a la Manga del Mar Menor (Múrcia, l'Estat espanyol).

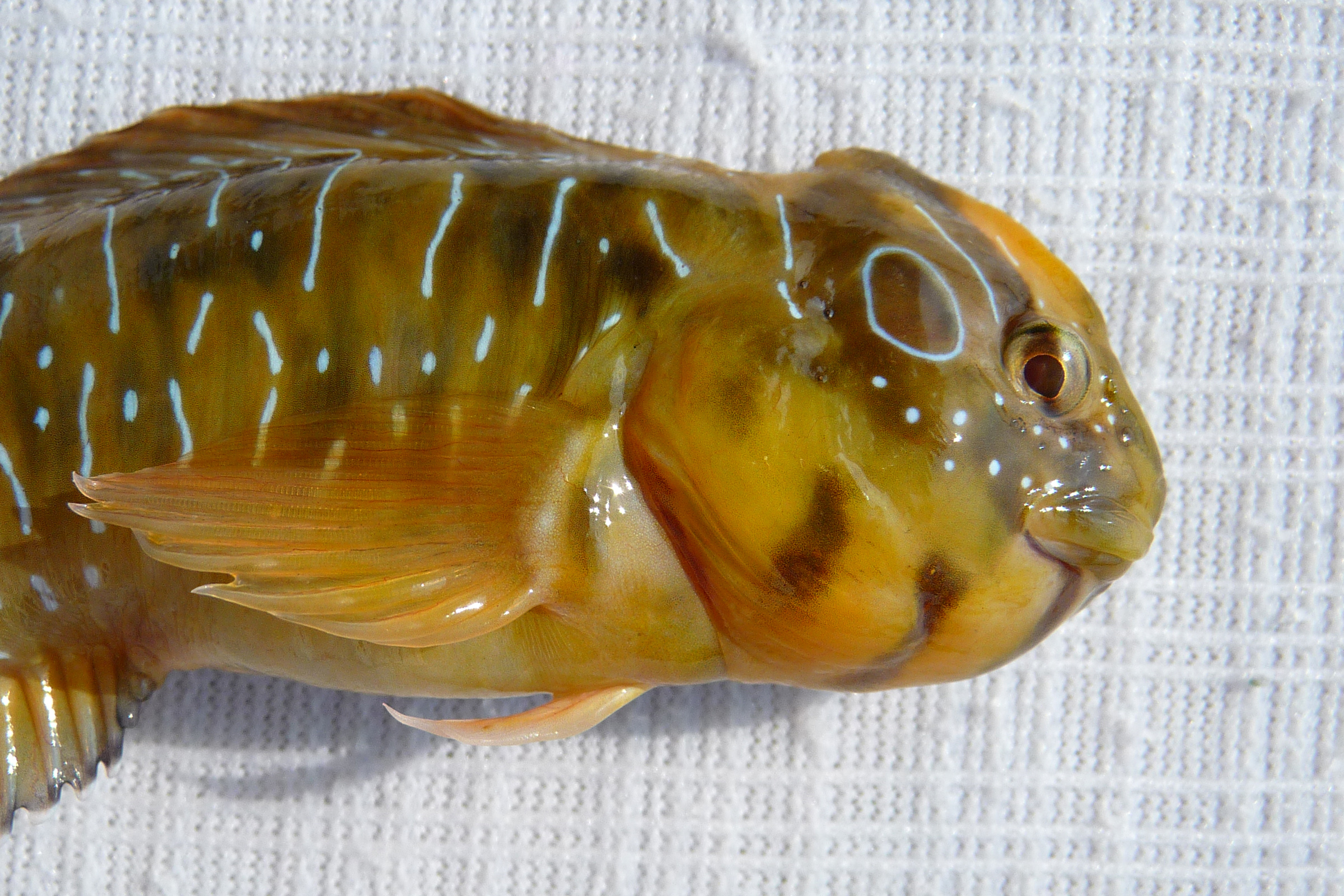
Exemplar mascle

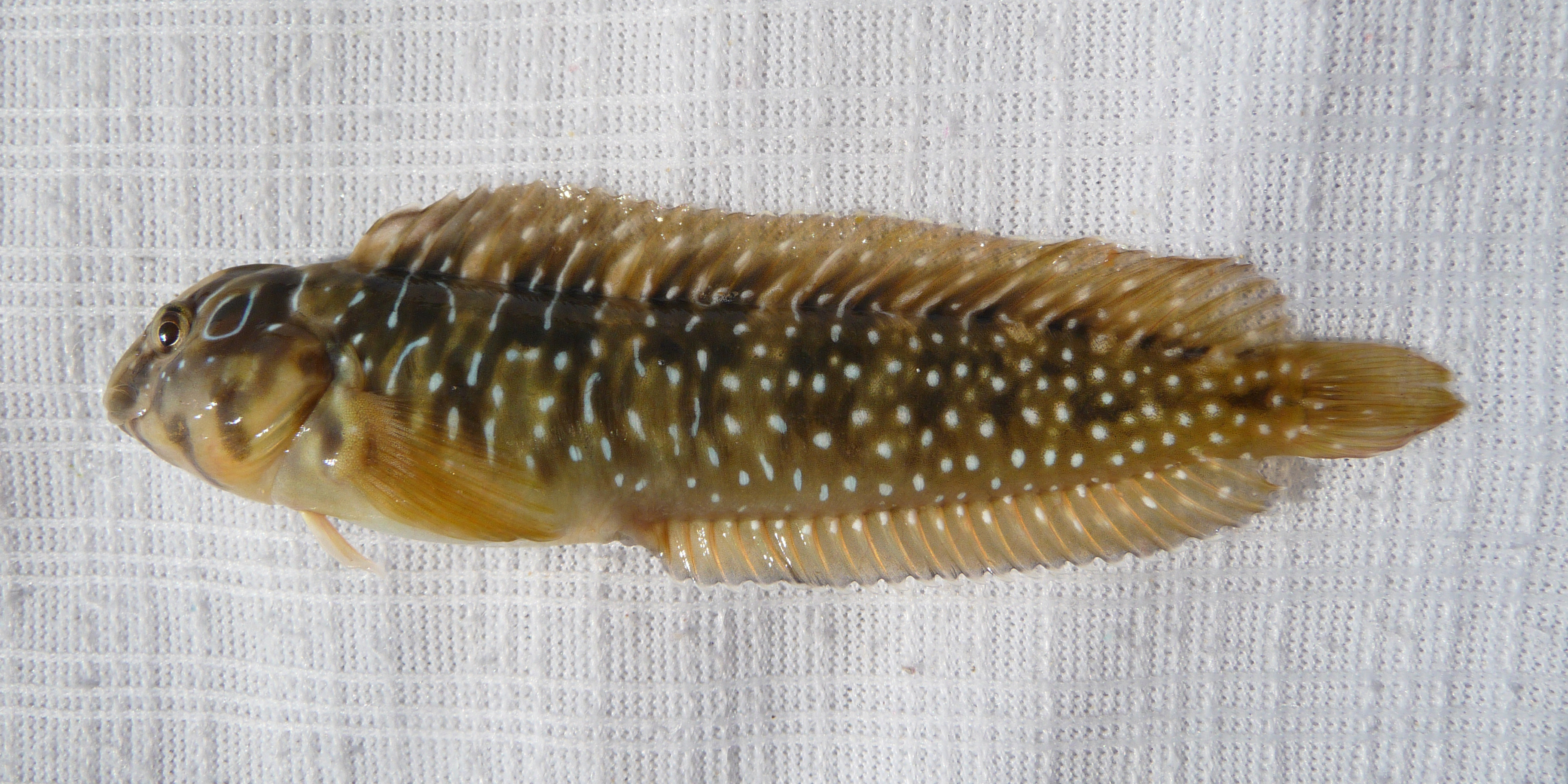
Exemplar femella

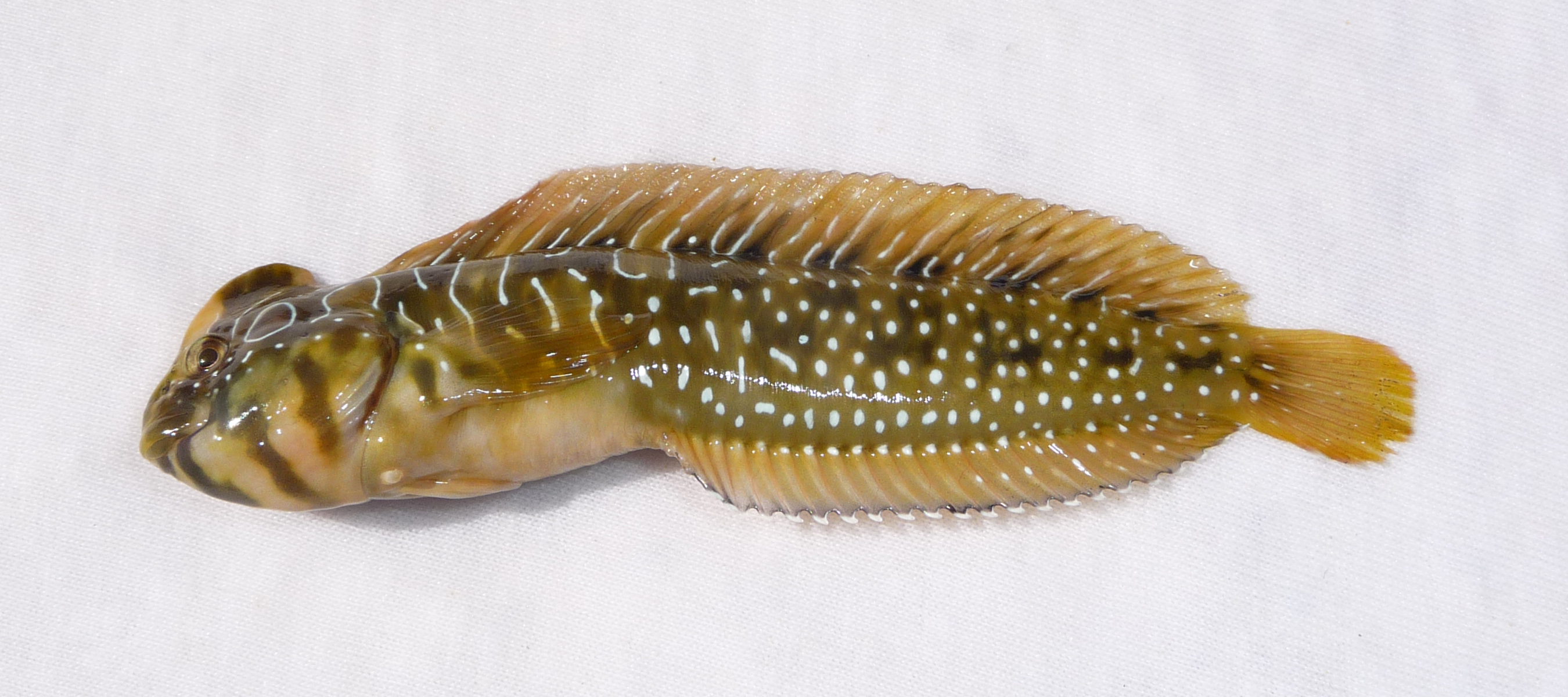
Exemplar mascle

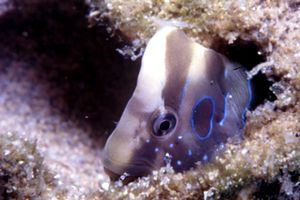
Bavosa de bassa

El gallet, el gallerbo, la bavosa paona, la bavosa de mar, la gitaneta, la guilla o la bavosa de bassa (Salaria pavo) és una espècie de peix de la família dels blènnids i de l'ordre dels perciformes.

## Morfologia
- Els mascles poden assolir 13 cm de longitud total.
- El cos és alt a la part davantera i robust, i descendeix conforme ens acostem a la cua.
- L'aleta dorsal és única i presenta una alçada molt uniforme. L'anal és allargada. Les aletes pèlviques li permeten alçar-se d'una manera que és característica en aquesta família de peixos.
- Els ulls són mòbils i se situen a la part alta del cap.
- Darrere l'ull té una taca ocel·lada negrosa.
- Presenta apèndixs cutanis o tentacles supraorbitaris molt petits.
- La boca és grossa.
- Color verd amb franges més fosques que formen dibuixos amb vores blanques.
- Els mascles, però no les femelles i els individus joves, presenten una cresta semblant a la de la bavosa canina (Blennius fluviatilis).[3][4][5][6][7][8]

## Reproducció
És ovípar, es reprodueix a la primavera i els ous són demersals i adhesius. Els mascles són els encarregats de protegir les postes i d'oxigenar-les constantment fins al moment de la desclosa.

## Alimentació
Menja algues i invertebrats bentònics, principalment mol·luscs.

## Depredadors
A Itàlia és depredat per l'escórpora fosca (Scorpaena porcus).

## Hàbitat
És un peix de clima subtropical que viu a la zona intermareal i en aigües somes, en fons rocallosos o sorrencs i entre pedres i vegetació. Els mascles romanen en les cavitats, per damunt del nivell de l'aigua, durant la marea baixa.

## Distribució geogràfica
Es troba des de França fins al Marroc, la mar Mediterrània, la mar Negra i el Canal de Suez.

## Observacions
Tot i que és una espècie molt agressiva (mossega els peixos que passen pel seu territori), ha estat criada i es reprodueix en captivitat.